# Alfred Thuau
Alfred Thuau (* 15. Mai 1923 in Trélazé, Département Maine-et-Loire; † 11. Juni 1995 in Montbrison, Département Loire) ist  ein ehemaliger französischer Fußballspieler.

## Karriere
Thuau begann seine Karriere beim Zweitligisten SCO Angers. In seiner dritten Saison dort wurde er erstmals eingesetzt und kam auf neun Spiele. 1949 wechselte er zum Ligakonkurrenten US Le Mans. Bei seinem neuen Klub war er Stammspieler. Zwei Jahre später wechselte er zum FC Rouen. Bei Rouen war er vier Jahre lang erste Wahl im Tor, bevor er 1955 seine Karriere beendete.